# Лук'янівська вулиця (Київ)
Лук'я́нівська вулиця — вулиця у Шевченківському районі міста Києва, місцевості Щекавиця, Татарка. Пролягає від вулиці Нижній Вал до Глибочицької вулиці. 
Прилучаються вулиці Олегівська, Чмелів Яр, Стара Поляна (сходи), Лук'янівський провулок та безіменний проїзд до Соляної вулиці.

## Походження
Вулиця виникла у 30-ті роки XIX століття. Назва вулиці походить від місцевості Лук'янівка, що вперше зустрічається у 1820 та у 1824 роках — згаданий хутір київського ювеліра С. Стрельбицького в окрузі Лук'янівки. У списках вулиць з'явилась вперше 1838 року.
В 1-й половині 1980-х років майже всю стару забудову знесено, а кінцеву частину Лук'янівської вулиці переплановано. При цьому ліквідовано ряд прилеглих до неї давніх вулиць, зокрема, вулицю Чмелів Яр, провулки Укісний, Лук'янівський і Перехресний.

## Установи
- Буд. № 1 — Райффайзен банк «Аваль».
- Буд. № 5 — ЖЕК «Татарка»
- Буд. № 9, 11 (ближче до Нижнього Валу) — Храм Адвентистів Сьомого дня.
- Буд. № 13 — Дитячий садок № 28.
- Буд. № 46 — Мечеть Ар-Рахма.
- Буд. № 62 — департамент ДАІ МВС в будівлі колишнього Міського училища ім. В.А. Жуковського[1].
- Буд. № 65/67 — Гуртожиток інституту підготовки кадрів промисловості України; Інститут підготовки кадрів промисловості України; НВО «Український радіаторний завод».
- Буд. № 69 — Гуртожиток академії образотворчого мистецтва і архітектури України та гуртожиток Університету театру, кіно та телебачення ім. Карпенко-Карого. Юридична адреса Всеукраїнської творчої Спілки художників «БЖ-АРТ».
- Буд. № 77 — Український науково-дослідний інститут архівної справи та документознавства.

## Зображення

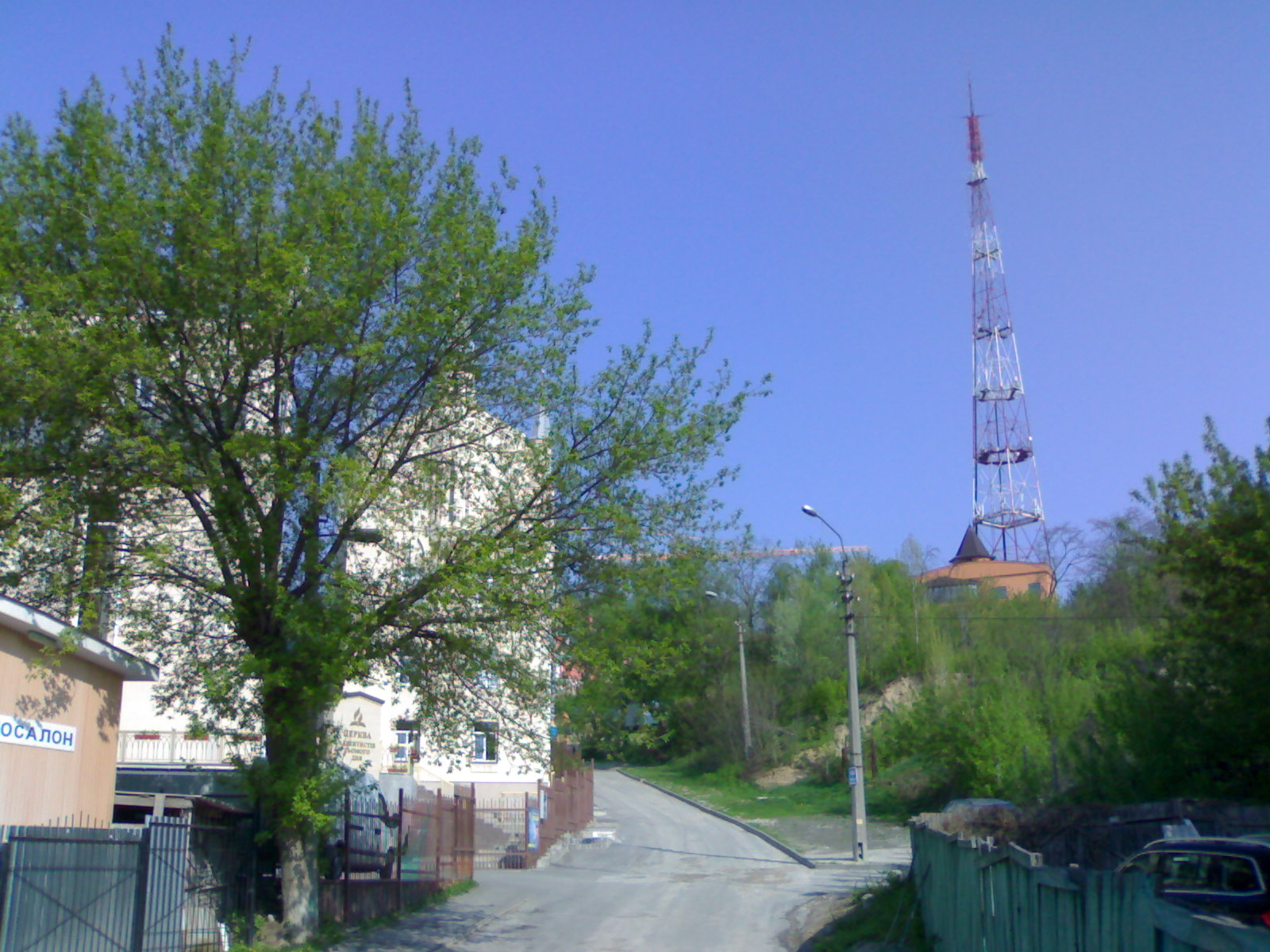
Початок вулиці
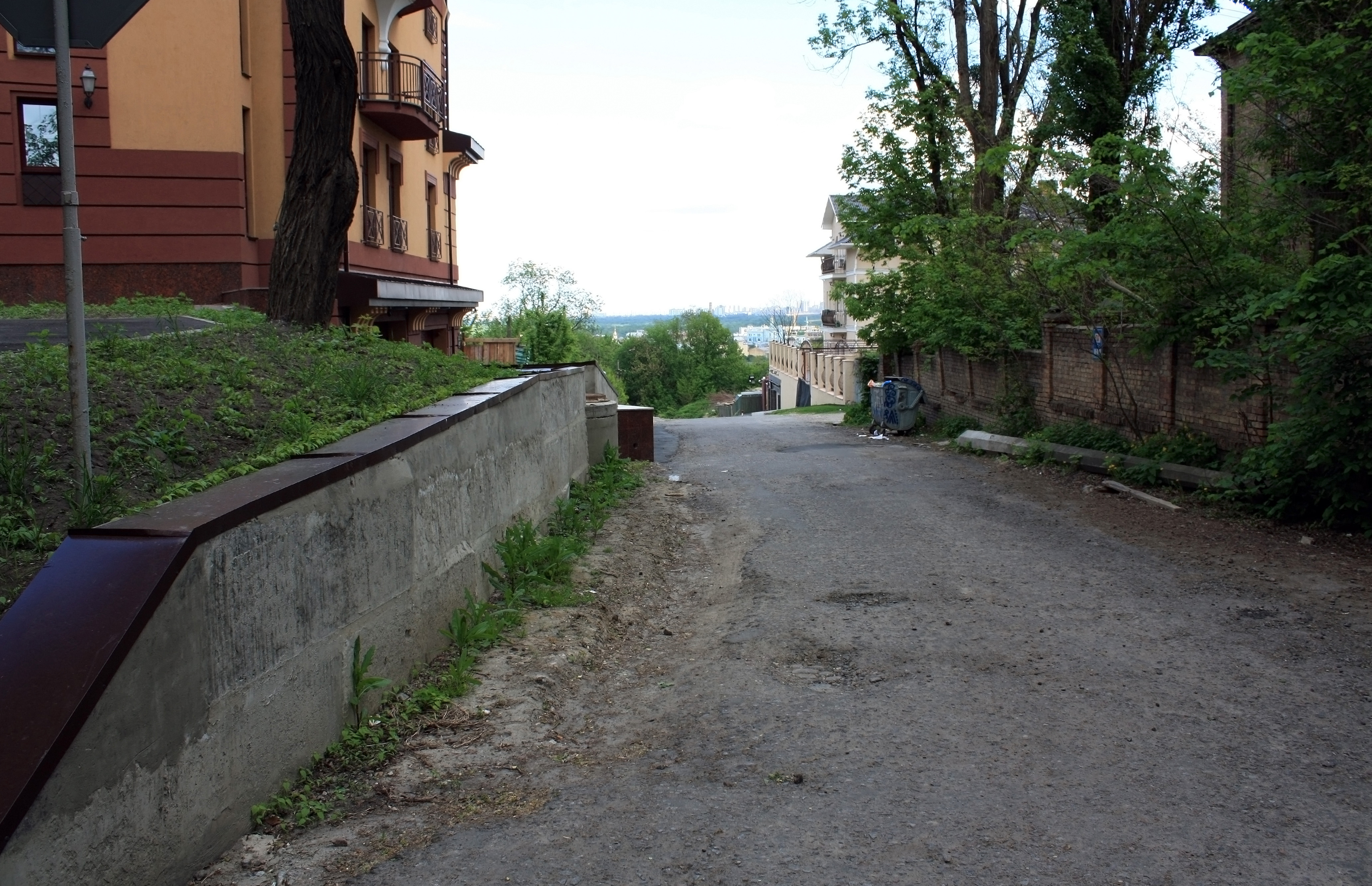
Лук'янівська вулиця біля перехрестя з Олегівською вулицею
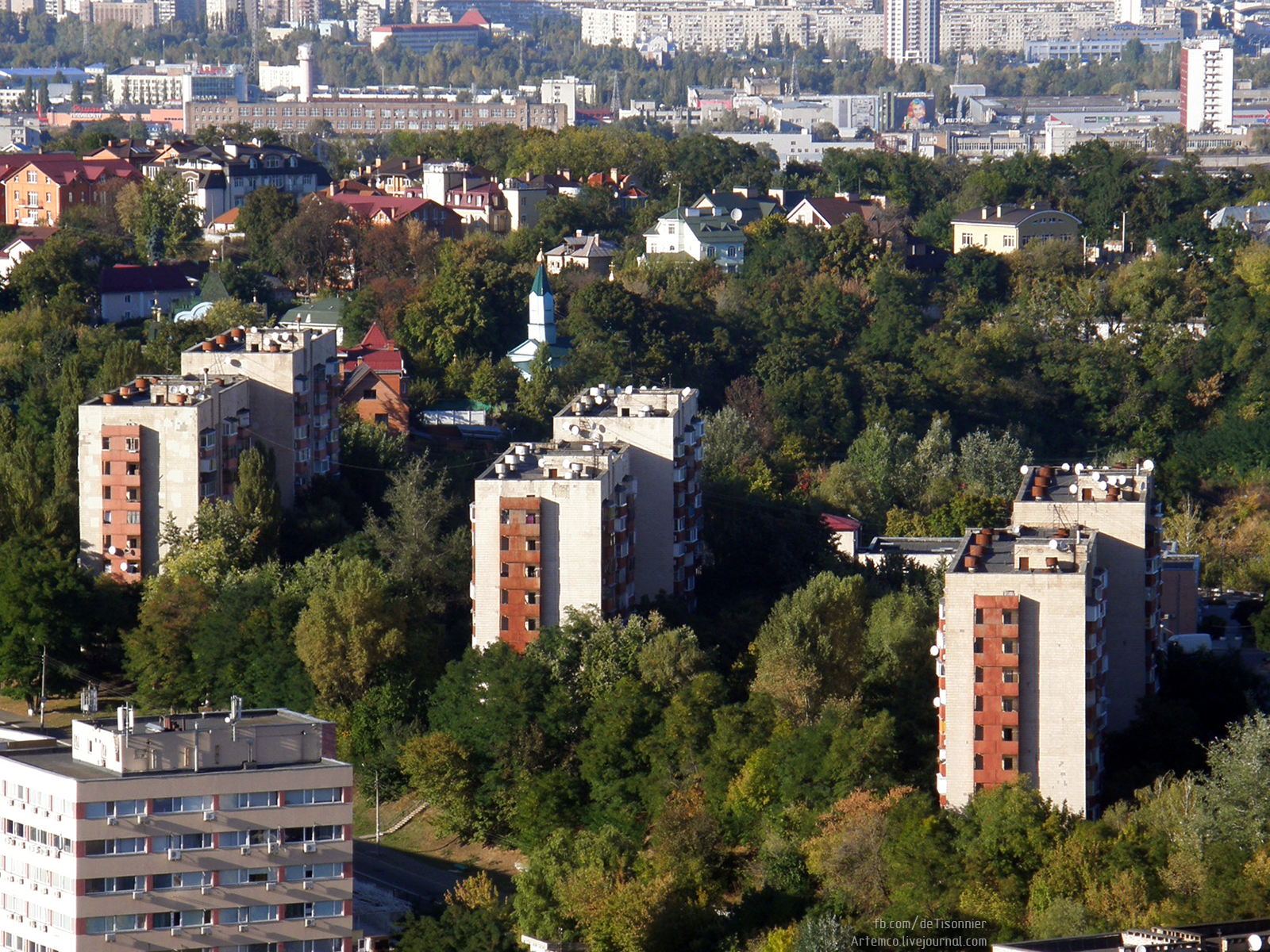
На пагорбі, що огинає вулиця Лук'янівська, розташовані будинки №№ 7, 9 і 11